# Sorex caecutiens
Sorex caecutiens е вид бозайник от семейство Земеровкови (Soricidae).

## Разпространение
Видът е разпространен в Беларус, Естония, Казахстан, Китай, Латвия, Литва, Монголия, Норвегия, Полша, Русия, Северна Корея, Украйна, Финландия, Швеция, Южна Корея и Япония.